# Falcade
Falcade – miejscowość i gmina we Włoszech, w regionie Wenecja Euganejska, w prowincji Belluno.
Według danych na styczeń 2009 gminę zamieszkiwało 2075 osób przy gęstości zaludnienia 39,1 os./1 km².
W Falcade urodził się Roberto Genuin, od 2018 generał zakonu kapucynów.

## Linki zewnętrzne

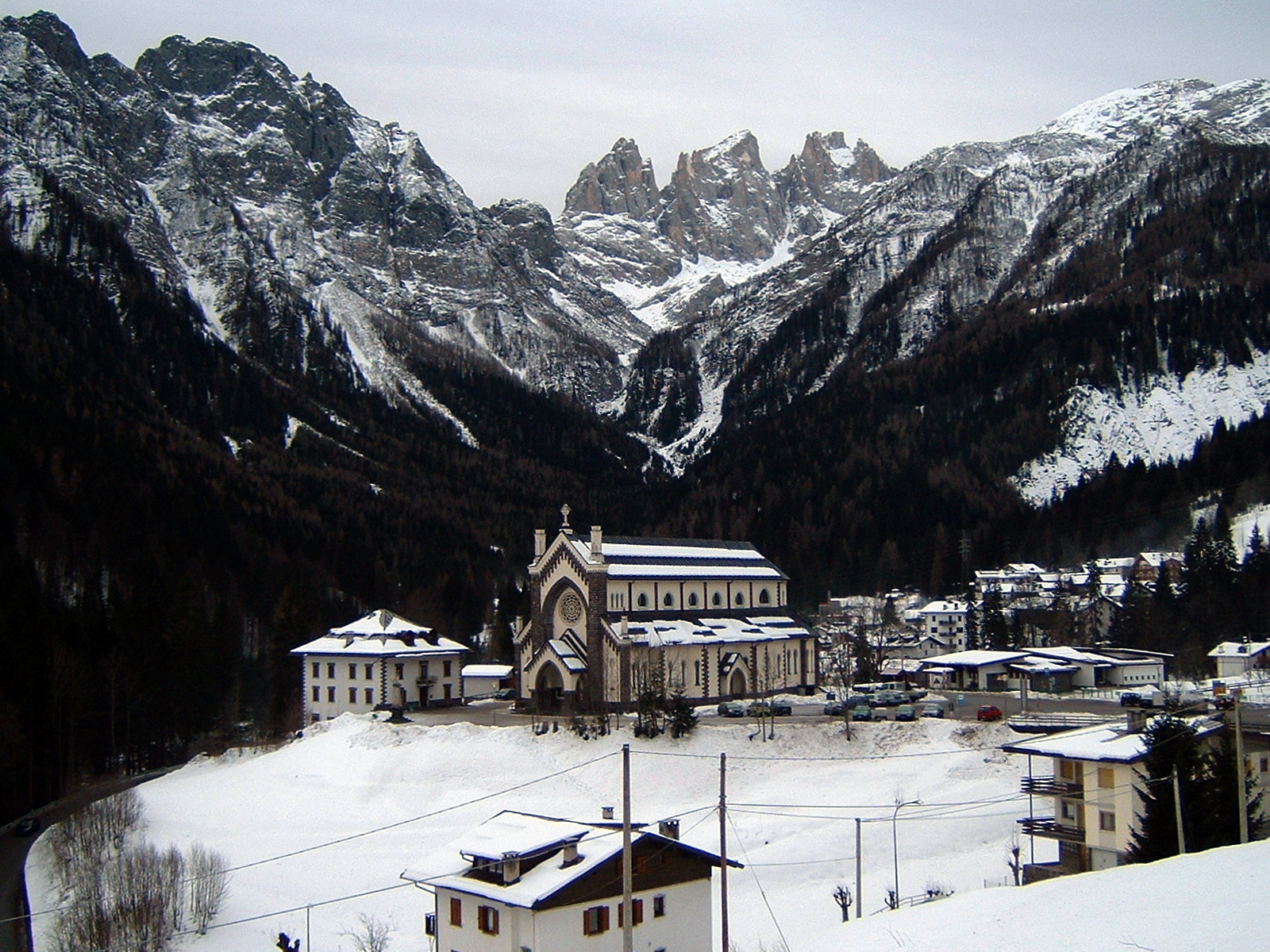
Falcade

## Współpraca
- Massaranduba, Brazylia